# Mars 1894

## Événements
- Tensions entre le législatif et l’exécutif au Danemark (1894-1901). Le Folketing entend imposer au pouvoir royal l’obligation de choisir les membres du gouvernement parmi les partis formant la majorité à la Chambre basse. Mais la politique du président du Conseil repose sur le principe de l’égalité entre les deux Chambres. La Chambre basse refuse régulièrement de voter la loi de finance, estimant le budget de la défense trop élevé. Le roi doit dissoudre plusieurs fois le Parlement, pendant que le Gouvernement recours à des lois de finances provisoires, autant d’atteintes à la Constitution.

- 3 mars, France : Jean Casimir-Perier renoue le dialogue avec l’Église : interpellé sur sa politique religieuse, le chef du gouvernement fait savoir que les relations entre l’Église et la République doivent être régies dans un « esprit nouveau ».

- 5 mars : début du ministère libéral du comte de Rosebery, Premier ministre du Royaume-Uni (fin en 1895).

- 10 mars : un traité de commerce entre l’Allemagne et la Russie est ratifié par le Reichstag. Il met un terme à la « guerre des céréales » (1890).

- 20 mars, France : création du ministère des Colonies[1].

- 26 mars : adoption de la Charte de Quaregnon, déclaration idéologique, de l'ancêtre du Parti Socialiste, le Parti Ouvrier Belge (P.O.B.), constitué en 1885.

## Naissances
- 7 mars : Marcel Déat, homme politique français, chef de file du néo-socialisme puis du collaborationnisme († 5 janvier 1955).
- 12 mars : Victor Hamm, pilote français, pionnier de l'aéropostale († 27 février 1932).
- 13 mars : Charles Lavialle, comédien.
- 14 mars : Marie-Simone Capony, supercentenaire française († 15 septembre 2007).

## Décès
- 22 mars : Amos Edwin Botsford, homme politique.
- 24 mars : Klemens Boryczewski, sculpteur polonais.